# Smilisca puma
Espèce
Synonymes
- Hyla puma Cope, 1885 "1884"
- Hyla wellmanorum Taylor, 1952

Statut de conservation UICN

 LC  : Préoccupation mineure
Smilisca puma est une espèce d'amphibiens de la famille des Hylidae.

## Répartition
Cette espèce se rencontre de 15 à 520 m d'altitude dans le nord du Costa Rica et dans le sud du Nicaragua,.

## Publication originale
- Cope, 1885 "1884" : Twelfth contribution to the herpetology of tropical America. Proceedings of the American Philosophy Society, vol. 22, p. 167-194 (texte intégral).